# Украинско-финляндские отношения
Украинско-финские отношения (укр. Українсько-фінські відносини, фин. Ukrainan ja Suomen suhteet) — двусторонние отношения между Украиной и Финляндией в области международной политики, экономики, образования, науки, культуры и других сфер взаимодействия.

## Украинская община в Финляндии
В Финляндии живёт несколько семей украинцев, которые объединены в Турку и Хельсинки в Общество Украинцев Финляндии. Здесь же работает профессиональный переводчик с финского языка Юрий Зуб, который также готовит первый профессиональный украинско-финский словарь на 20.000 статей. В высших учебных заведениях Финляндии сформировалась группа ученых-украинистов (в частности, в Йоенсуу).

## Новое время
В 2000 — 2005 годах кафедра этнологии и краеведения исторического факультета Киевского национального университета имени Тараса Шевченко провела четыре украинско-финских научных симпозиума, по результатам которых были изданы сборники статей, опубликованы воспоминания об Украине первого посла Финляндии Германа Гуммеруса «Украина в переломные времена», финский альбом графических работ художника-этнографа Юрия Павловича. Весомый вклад в развитие украинско-финских научных связей делают филолог Константин Тищенко, историк Виктор Владимирович Пилипенко, председатель общества «Украина-Финляндия» Борис Архипович Цыганок.
Финляндия наградила Орденом Белой Розы ряд украинцев: в 2004 году — Виктора Пилипенко, в 2005 году — Константина Тищенко, Бориса Цыганка, в 2006 году — президента Украины Виктора Ющенко.

## Дипломатические отношения

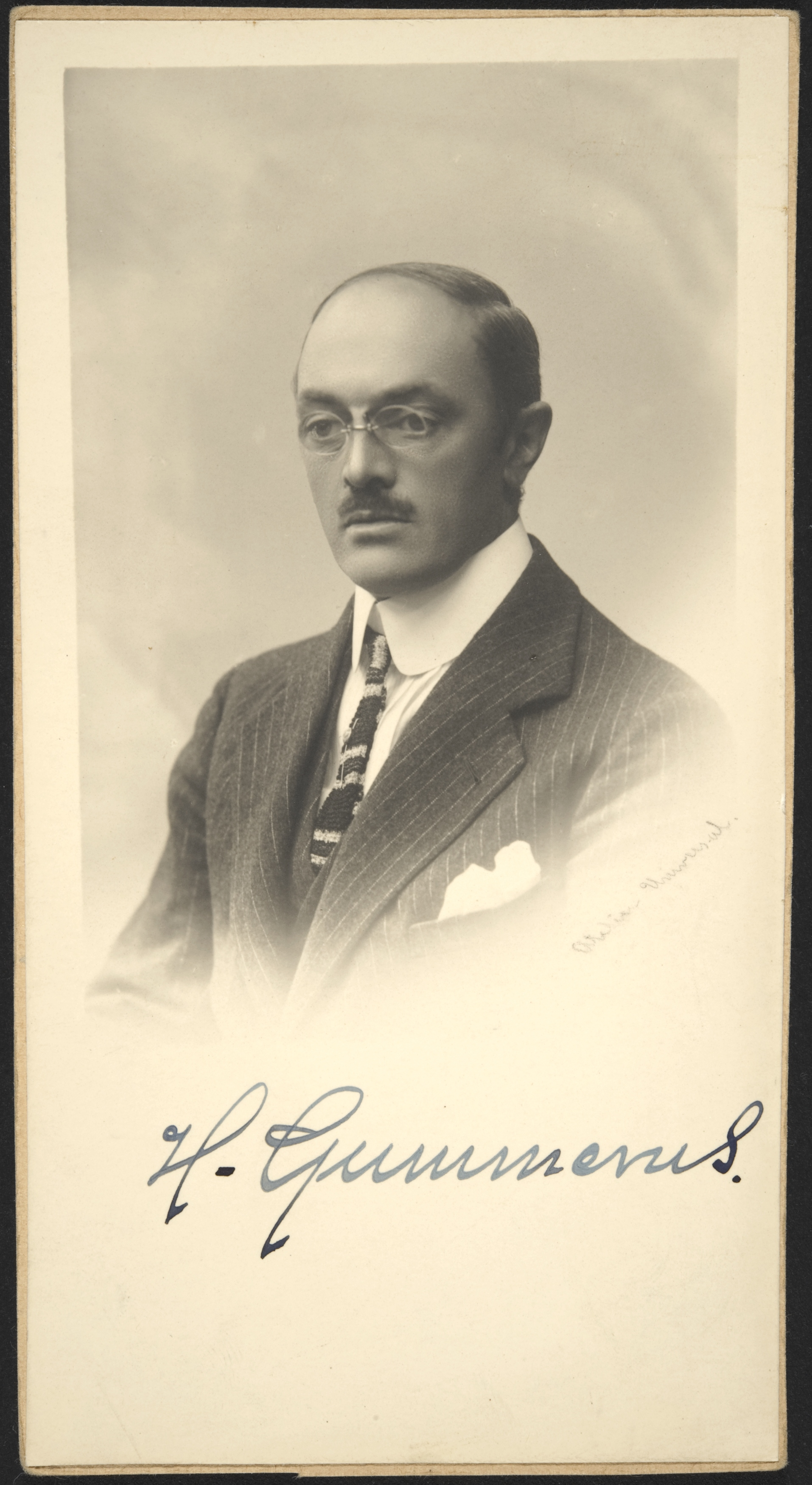
Герман Гуммерус — первый посол Финляндии на Украине

### В 1918—1922 годах
Дипломатические отношения установлены между Украинской державой и Королевством Финляндия в 1918 году (в 1918 году произошёл обмен посольствами, в начале 1920-х годов УНР поддерживала отношения с Финляндией также через своё посольство в Берлине, 9 августа 1918 года назначены финские консулы в Киеве и Одессе). Государства признавали независимость друг друга.
В экономическом плане Финляндия была заинтересована в получении с Украины хлеба и сахара, а Украине была необходима финская бумага, однако налаживанию украинско-финских торговых отношения препятствовала Германия. Несмотря на это, после долгих переговоров, удалось 30 сентября 1918 года заключить соглашение касательно продажи «Обществом финских бумажных заводов» 1 000 000 пудов бумаги на Украину, взамен Финляндии предоставлялось право на закупку 250 000 пудов сахарного песка по цене 100 карбованцев за пуд, причём первые четыре партии сахара должны были быть отправлены в Финляндию сразу после того, как финское посольство получит сведения о том, что соответствующие партии бумаги по 62 500 пудов уже загружены для вывоза на Украину. Общая сумма соглашения достигала 30 000 000 финских марок, треть которых должны были быть уплачены Украиной в качестве аванса. Германское правительство оценило данное соглашение как «не дружескую деятельность» и поставило условием транспортировки оговоренных товаров через занятую немецкими войсками Ригу поставку определённого количества сливочного масла из Финляндии в Германию, что поставило «Бумажное соглашение» на грань срыва, а когда всё же проблему удалось решить — поставки стали невозможными ввиду отступления германской армии (первая партия финской бумаги для Украины, стоимостью около 4 500 000 марок осталась в Риге и в январе 1919 года была конфискована большевиками).
В рамках международного сотрудничества УНР и Финляндия принимали участие в конференции в Булдури в августе 1920 года. По итогам конференции были созданы Совет уполномоченных балтийских государств и Совет военных представителей стран-участниц.
Межправительственные договоры:
- «Бумажное соглашение» от 30 сентября 1918 года[4];
- Проект политической конвенции между Польшей, Латвией, Литвой, Украиной, Финляндией и Эстонией по итогам конференции в Булдури от 31 августа 1920 года (выражалась готовность взаимного признания всех сторон de jure, решение всех неприятностей мирным путём, намерение заключить военную конвенцию оборонного характера и т. д.)[2].

### Современные
Послом Финляндии на Украине является Пяйви Лайне (с 2019). Послом Украины в Финляндии является Ольга Диброва (с 2020)
На этапах подготовки к безвизовому режиму въезда граждан Украины на территорию Европейского Союза, Финляндия, по словам госсекретаря Олли-Пекки Хейнонена, одной из первых в 2017 году высказалась за предоставление такого режима для граждан Украины и Грузии.
24 января 2017 года состоялся официальный визит президента Украины Петра Порошенко в Финляндию. В составе украинской делегации были также вице-премьер-министр Геннадий Зубко и министр иностранных дел Украины Павел Климкин.